# Urotrygonidae
Urotrygonidae is een familie van kraakbeenvissen uit de orde van de Myliobatiformes. De familie telt twee geslachten. De geslachten uit deze familie werden vroeger als onderdeel van de familie van de doornroggen (Urolophidae) gerekend. 

## Geslachten
- Urobatis (Garman, 1913)
- Urotrygon (Gill, 1863)

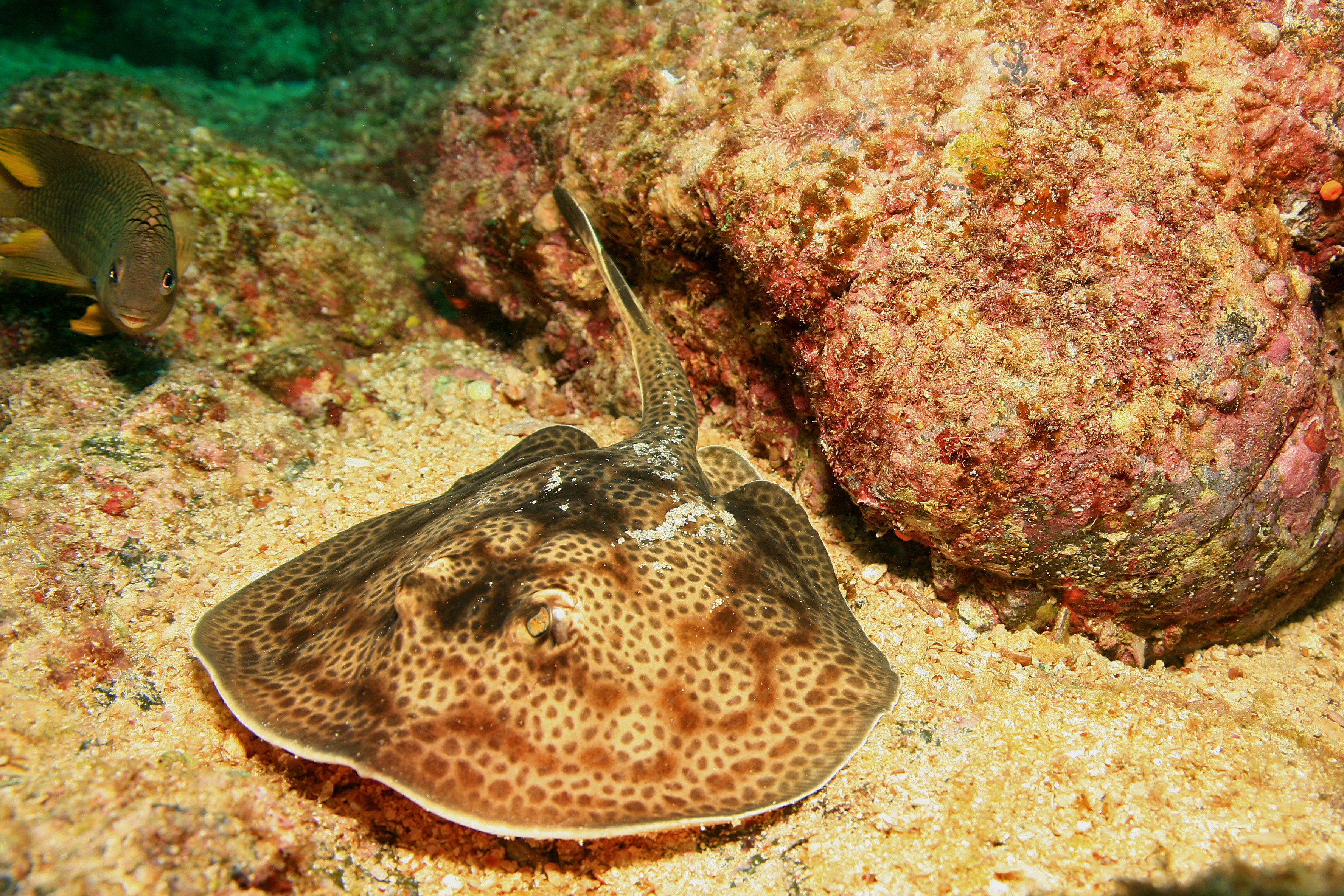
Ronde pijlstaartrog, Urobatis pardalis
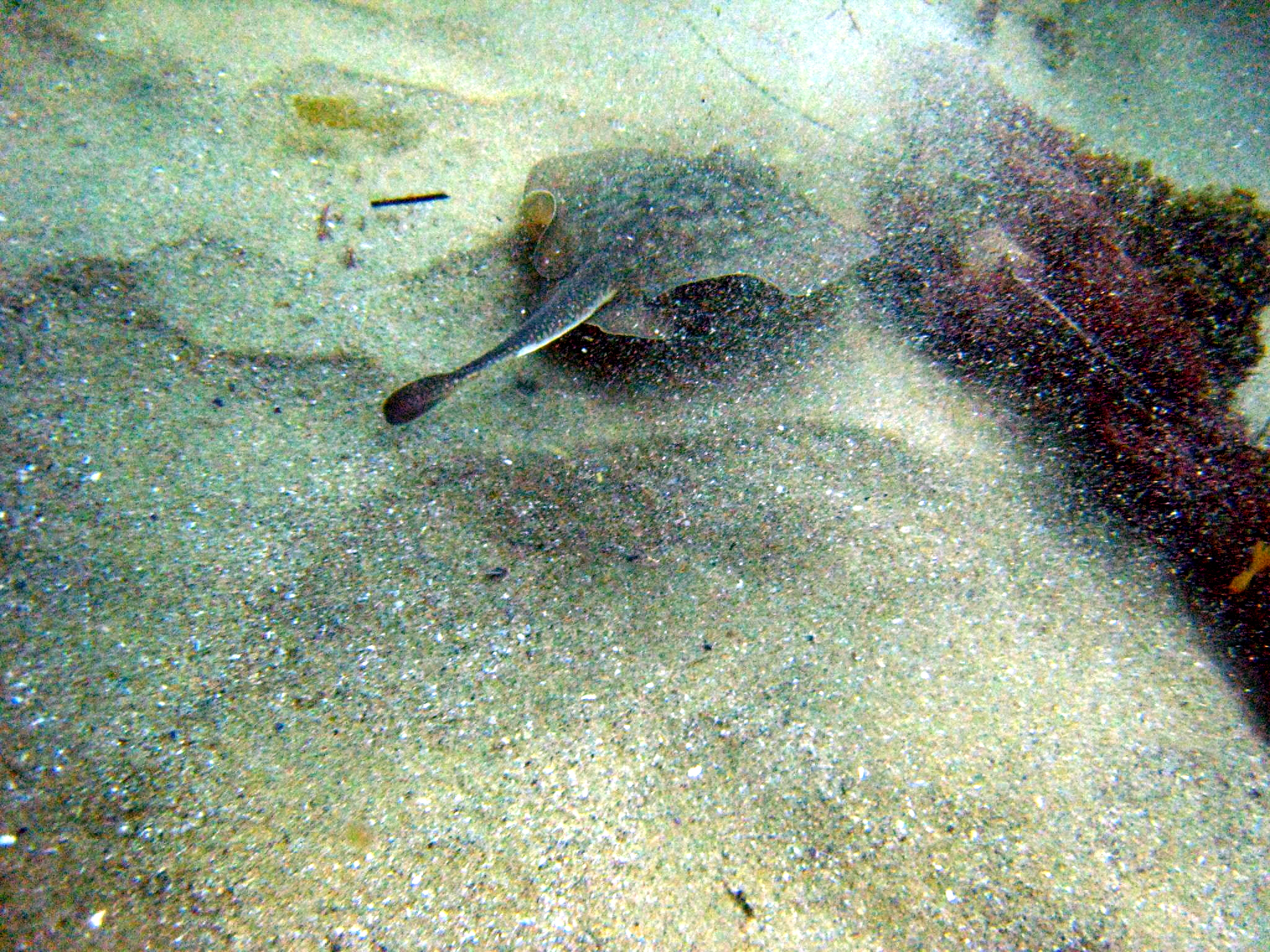
Ronde pijlstaartrog Urobatis halleri
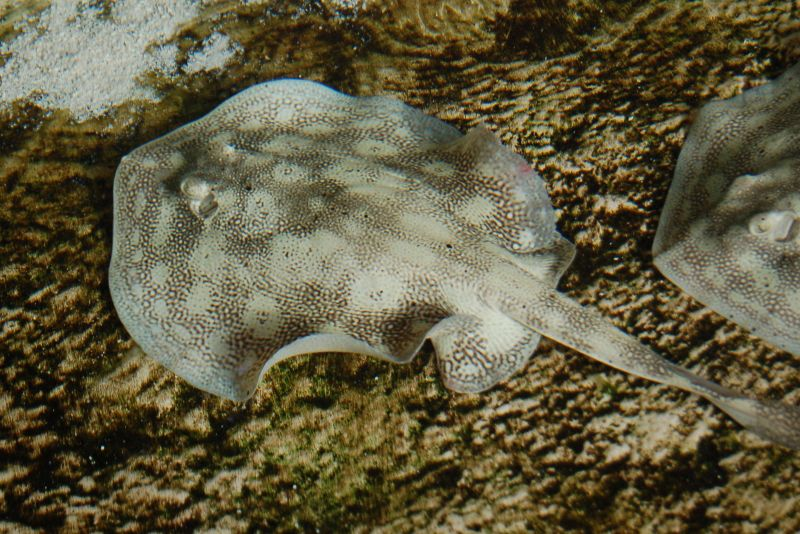
Jamaicaanse doornrog, Urobatis jamaicensis
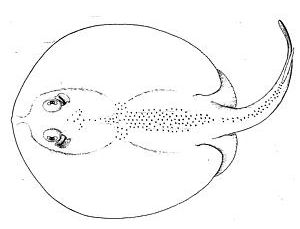
Jamaicaanse doornrog
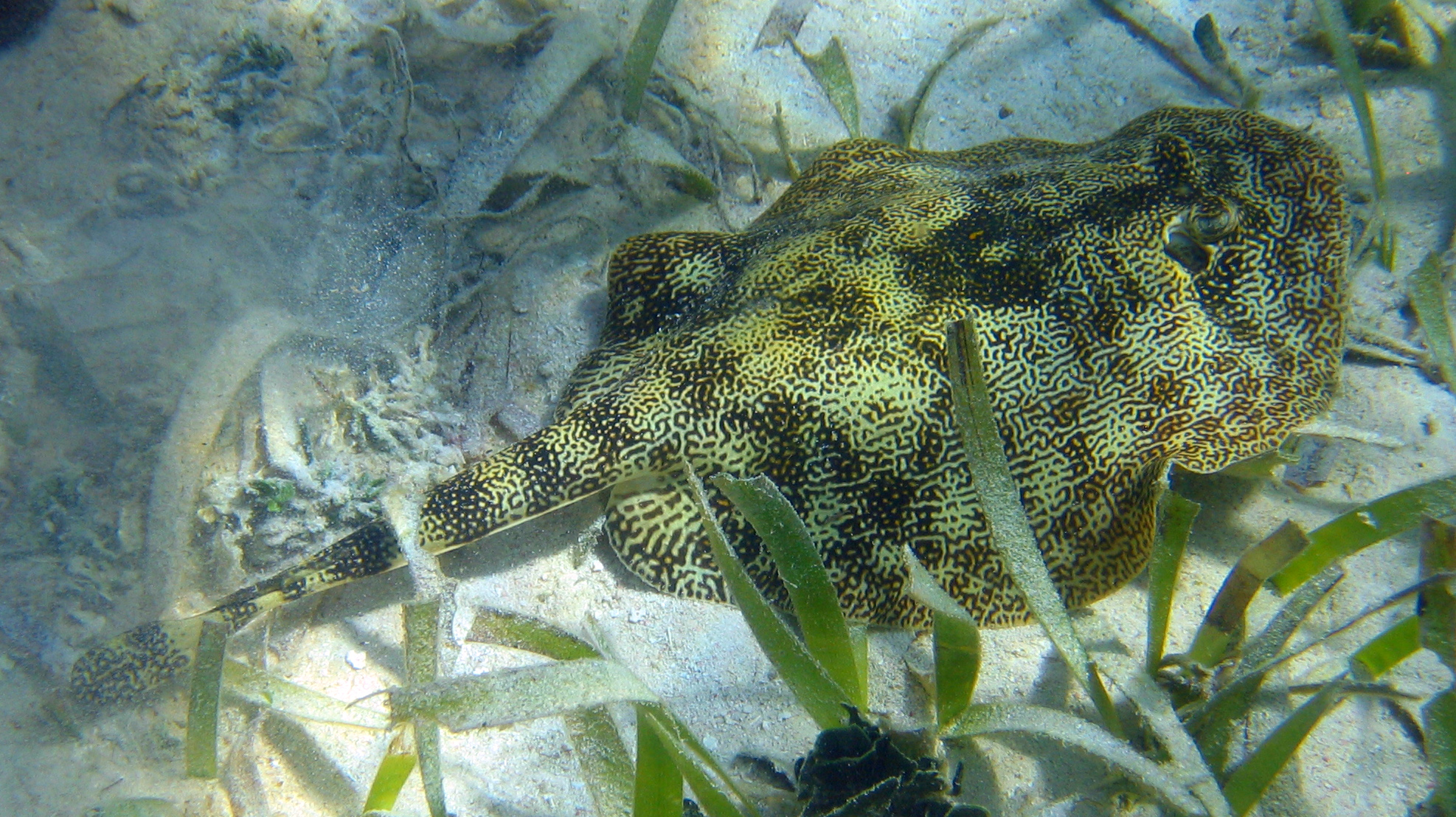
Jamaicaanse doornrog